# قلمو (رستم)
قلمو یک روستا در ایران است که در شهرستان رستم واقع شده‌است. قلمو ۲۶ نفر جمعیت دارد.